# Bobrisky
Bobrisky est une influenceuse et célébrité nigériane, connue principalement pour être la femme transgenre la plus populaire du pays. Elle est persécutée dans ce pays très conservateur.

## Études
Bobrisky a étudié au King's College de Lagos, au lycée d'Okota à Lagos, et a obtenu une licence de comptabilité à l'université de Lagos.

## Célébrité
Elle ouvre une boutique de vêtements à Lagos. Progressivement, elle devient très connue sur Instagram, Snapchat et TikTok avec cinq millions de followers. En 2024, elle est désignée Femme la plus élégante du Nigeria.

## Harcèlement public
En mai 2019, plusieurs personnes commettent des mégenrages sur sa page Instagram, et elle déclare qu'elle utilise les pronoms she/her.
En 2019, le directeur-général du Conseil national pour les arts et la culture insulte officiellement Bobrisky ; à la suite de ces propos, une centaine de policiers encerclent la fête d'anniversaire de l'influenceuse à Lagos en août 2019. L'opinion publique fait cependant savoir que ce raid est un gâchis d'argent public, et la police se retire discrètement.
En 2024, Bobrisky est condamnée à six mois de prison pour avoir jeté des billets de banque en l'air pendant une fête. Elle est incarcérée dans une prison pour hommes.